# Kristall Máni Ingason
Kristall Máni Ingason (Reikiavik, 18 de enero de 2002) es un futbolista islandés que juega en la demarcación de extremo para el SønderjyskE de la Superliga de Dinamarca.

## Selección nacional
Tras jugar en la selección de fútbol sub-16 de Islandia, la sub-17, la sub-19 y en la sub-21, finalmente el 12 de enero de 2022 hizo su debut con la selección absoluta en un encuentro amistoso contra Uganda que finalizó con un resultado de empate a uno tras los goles de Jón Böðvarsson y Patrick Kaddu.

## Clubes
| Club               | País      | Año       | Partidos | Goles |
| ------------------ | --------- | --------- | -------- | ----- |
| Víkingur Reykjavík | Islandia  | 2020-2022 | 43       | 7     |
| Rosenborg Ballklub | Noruega   | 2022-2023 | 19       | 3     |
| SønderjyskE        | Dinamarca | 2023-     | 51       | 10    |

## Palmarés

### Campeonatos nacionales
| Título            | Club               | País     | Año  |
| ----------------- | ------------------ | -------- | ---- |
| Úrvalsdeild Karla | Víkingur Reykjavík | Islandia | 2021 |
| Copa de Islandia  | Víkingur Reykjavík | Islandia | 2021 |